# Grottaferrata
Grottaferrata – miejscowość i gmina we Włoszech, w regionie Lacjum, w prowincji Rzym.
Według danych na rok 2004 gminę zamieszkiwało 17 309 osób, 961,6 os./km².

## Miasta partnerskie
- Bisignano
- Bracigliano
- Oria
- Patmos
- Rofrano
- Rossano
- Sant'Elia Fiumerapido
- San Mauro la Bruca
- Vandœuvre-lès-Nancy